# Artemis Fowl: El Cubo B
El Cubo B es el tercer libro de la serie juvenil Artemis Fowl escrita por Eoin Colfer en 2003.

## Argumento
En esta entrega, el protagonista de la saga, el genio adolescente Artemis, decide realizar uno de sus últimos "trabajos" debido a la rápida recuperación de su padre en el hospital universitario de Helsinki. Esta vez decide hacer negocios con Jon Spiro, el dueño de la famosa empresa Fission Chips. Ambos acuerdan encontrarse en un restaurante donde Artemis le ofrece su nuevo y más innovador invento, EL CUBO B. Durante esta reunión Artemis se verá en serias complicaciones, al punto de llegar a casi perder a su mejor amigo, Mayordomo. De nuevo Artemis formará con Holly su invencible equipo, que con la ayuda de Potrillo, recuperará la tecnología robada. A cambio de la ayuda mágica, Artemis, Mayordomo y Juliet, deben someterse a una limpieza de memoria, para despertar sin recordar nada de sus aventuras con las Criaturas Mágicas.

## Personajes
Humanos:
- Artemis Fowl, el genio irlandés de sólo 13 años.
- Mayordomo, guardaespaldas de Artemis. Su muerte provoca el reencuentro de Artemis con las criaturas mágicas.
- Juliet Mayordomo, hermana menor de Mayordomo de solo 18 años.
- Jon Spiro, empresario dueño de Fission Chips. Éste se bate durante todo el libro con Artemis a causa del Cubo B.
- Brutus Blunt, guardaespaldas de Jon Spiro.
- Pex y Chips, dos secuaces de Jon Spiro. Pex debe su nombre a sus pectorales y Chips lo debe a las patatas Chips que siempre come. En el desenlace del libro tienen un papel importante sin que ellos se den ni cuenta puesto que la elfa Holly los encanta

Criaturas mágicas:
- Potrillo el asesor técnico de la PES.
- Holly Canija, Capitana de Reconocimiento, elfa que devuelve la vida a Mayordomo.
- Mantillo Mandíbulas, también conocido como Mo Digence por Jon Spiro y la mafia de Chicago,

## Mensaje Secreto
Al pie de cada página del libro podemos encontrar un conjunto de códigos (al parecer pertenecientes al Código de la Eternidad del Cubo B) que forman un mensaje de Artemis dirigido al lector.
El mensaje ha sido borrado sistemáticamente de Internet para seguridad de las criaturas y las futuras generaciones humanas. Espero que comprendáis que el contenido de dicho mensaje es altamente peligroso, y que, de caer en las manos (o pezuñas) equivocadas, podría convertirse en una bomba de tiempo que desencadenaría una terrible ola de catástrofes, tanto en nuestra comunidad, como en la de nuestros amigos subterráneos. Sólo recordad: jamás mencionéis el nombre de Mantillo Mandíbulas frente a un potencial servidor del cerebro criminal más temido del mundo.
- Datos: Q1806179